# Nik Dijaz
Nikolas Robert „Nik” Dijaz (rođen 2. avgusta 1983) je meksičko-američki profesionalni borac i promoter, trenutno potpisan za Ultimate Fighting Championship (UFC), ali je trenutno na pauzi od borbi. Široko priznat kao pionir mešovitih borilačkih veština i od početka svoje karijere 2001. godine, Dijaz se takmičio u mnogim turnirima i organizacijama kao što su: UFC, PRIDE, Strikeforce, EliteXC, WEC, DREAM i Shooto. On je bivši prvak u velter kategoriji u Strikeforce-u i WEC-u, i stariji je brat Nejt Dijaza.

## Biografija
Dijaz je rođen i odrastao u Stoktonu u Kaliforniji. Pohađao srednju školu Tokai u Lodaj u Kaliforniji, iz koje je izbačen. Dok je bio brucoš, bio je član plivačkog tima. Dijaz je od malena počeo da trenira karate i aikido i takođe je učestvovao u turnirima u rvanju tokom tinejdžerskih godina. Počeo je da trenira  Sambo kada je imao 16 godina pod bugarskim nacionalnim sambo prvakom Valerijem Ignatovim. 8. maja 2007. godine položio je za crni pojas u brazilskom jiu-jitsuu kod Cezara Grejsija. Diaz trenutno predaje brazilski jiu-jitsu sa bratom Nejtom u Lodaj.
Dijaz se pojavljuje u dugometražnom dokumentarcu Fight Life (2013), koji prikazuje život profesionalnih boraca izvan kaveza; film je režirao nezavisni reditelj Džejms Z. Feng (James Z. Feng) i osvojio nagradu za najbolji dokumentarni film na United Film Festival-u.

## Karijera u Mešovitim borilačkim veštinama

### Rana karijera
Dijaz je postao profesionalni borac za mešovite borilačke veštine 2001. godine, odmah nakon svog 18. rođendana i dobio svoju prvu borbu, pobedivši Majk Vika na IFC Warriors Challenge-u 15. Nik je postao šampion u svojoj drugoj profesionalnoj borbi, pobedivši Krisa Litlea za IFC-ovo prvenstvo u junu 2002. na IFC Warriors Challenge 17.
Nakon toga Dijaz je pozvan da učestvuje u jednom noćnom turniru koji se održao dva meseca kasnije. Osvojio je prve dve borbe, ali je na kraju izgubio u finalu od Džeremi Džeksona. Nik bi se borio u  i  protiv Harisa Sarmientoa i Kunioši Hironaka, pre nego što je odbranio IFC Welterweight Championship i osvojio  WEC Welterweight Championship 2003. na WEC 6, pobedivši Džo Hurleja kimurom.
Dijaz se vratio da brani svoje IFC šampionat protiv čoveka koji ga je pobedio godinu dana ranije, Džeremija Džeksona na IFC Warriors Challenge 18. Diaz je osvojio revanš preko TKO-a u prvoj rundi. Uzimajući u obzir njegov uspeh, UFC je preko leta potpisao Dijaza i debitovao je na UFC-u 44, završivši trilogiju protiv Džeksona i pobedivši ga polugom na ruci u poslednjoj rundi borbe.

### 
Dijaz se vratio u Oktagon na UFC 47, spreman da preuzme visoko proglašenu buduću EliteXC srednju kategoriju prvaka Robija Lavlera. Lavler je bio težak favorit koji je došao u borbu, ali Dijaz je preuzeo ofanzivu, proganjajući Lavlera oko kaveza za većinu borbe. U drugom krugu, Dijaz se rugao Lavleru, koji je divlje zamahnuo i promašio, dopuštajući Dijazu da krene desnim krošeom kojim je nokautirao Lavlera. Nakon ove borbe Dijaz je uparen  sa džudokom Karoom Parisjanom na UFC-u 49, ali je na kraju izgubio odlukom sudija. Oporavio se pobedom nad specijalistom za zahvate (poluge) Drev Fiketom na UFC 51 i Koji Oiši-om na UFC 53 pre nego što je drugi put izgubio u UFC-u u rukama pobednika Ultimejt Fajter-a Dijega Sančeza u .
Dijaz je bio siguran da dolazi u borbu, ali nije bio u stanju da postigne uspeh u meču, konačno izgubivši od Sančeza jednoglasnom odlukom. Tokom televizijskog post-borbenog intervjua u oktoganu, Dijaz je nastavio kontroverzu izjavljujući da poštuje Sančezove borbene sposobnosti, ali nije mislio da zaslužuje da bude tamo, uprkos Sančezovoj pobedi. Dijazova sledeća borba protiv Džo Rigsa na UFC-u 57. Slično njegovom tretmanu Sančeza, Dijaz se pobrinuo da mu se dosta ruga pre početka borbe na zvaničnoj konferenciji za novinare na događaju na kojem se Dijaz suočio sa Rigsom i dve razmenjene reči. Nastavili su razgovor na službenim mestima u kojima su oba borca morala biti odvojena od strane predsednika UFC-a Dejna Vajta i drugih prisutnih.
Rigs je pobedio u teškim borbama, pobedivši jednoglasnom odlukom i dao Dijazu svoj drugi poraz. Nakon borbe, njih dvojica su odvedeni u bolnicu na opservacije i testove posle borbe, gde su imali još jednu tuču. Dijaz je izgubio svoj treći uzastopni meč u jednoglasnoj odluci za budućeg UFC lakog šampiona Šana Šerka na UFC-u 59.

### Povratak u
Dijaz se vratio u svoj rodni grad Stokton i učestvovao na inauguralnom događaju Međunarodne borbene organizacije u kavezu, jednoglasnom odlukom pobedivši Raja Steinbeisa. Dijaz je trebao da se bori u svom rodnom gradu ponovo protiv kanadskog Džona Alesia kada je primio neočekivani poziv noć prije borbe od UFC-a tražeći da popuni mesto umesto bolesnog Tiaga Alvesa na UFC-u 62.
Nakon što se Alesio povukao, Dijaz je iskoristio priliku, i u trećoj rundi pobedio veterana Džoša Nira polugom. Naizgled u UFC-u, Dijaz je zaustavio brazilskog novajliju Gleisona Tibau udarcima u svojoj sledećoj borbi na UFC 65. Međutim, čak i nakon pobede i uverenja da će mu UFC dati još jednu bitku, Dijaz je odlučio da potpiše sa Gracie Fighting Championships i napusti UFC. UFC je imao Dijaza na rasporedu da se bori sa Tomasom Denijem u januaru 2007. godine, ali zbog loše prodaje karata, događaj je na kraju bio otkazan.

### 
Dijaz je potpisao ugovor na dve borbe sa  sa prvom planiranom protiv laganog prvaka Takanori Gomi-a u ne-naslovnoj borbi 24. februara u Las Vegasu. PRIDE 33 je bio Dijazova prva borba u PRIDE organizaciji i na težini od 72,5 kg. Dok je Gomi započeo borbu snažno, jednom kad je Dijaza pokucao na zemlju, a dva puta završio u svojoj gardi, kalifornijski je dominirao borbom u stendapu (standup) svojim bokserskim stilom. Na kraju prve runde, očigledno zbog lošeg Gomijevog kardia, japanski borac je očigledno bio zapanjen, bacajući mnogo divlje udarce i jedva zadržavajući svoju odbranu. U jednom trenutku, borba je zaustavljena kako bi se proverio rez pod Dijazovim okom. Druga runda je videla nastavak divljih udaraca od strane Gomija, koji je na kraju odneo borbu na zemlju i ostavio otvoren za podnošenje Gogoplate od strane Dijaza. Ovo je bio drugi uspešan Gogoplata pokušaj u PRIDE organizaciji.
10. aprila 2007. godine, atletska komisija države Nevada objavila je da je Dijaz pao test na drogu koji je odrađen neposredno pre njegove pobede nad Gomijem, testirajući pozitivno na marihuanu.  je proglasio borbu „No Contest” (meč bez pobednika) i suspendovao ga na 6 meseci sa novčanom kaznom od 20% od njegove zarade ($ 3,000) koju je dobio od borbe protiv Gomija. Komisija je smatrala da je rezultat Dijazovog THC testa (koji je bio ogroman, 175), bio faktor koji je doprinio njegovom učinku tokom borbe. Predsednik Komisije dr. Toni Alamo rekao je da, iako se rezultat od 15 smatra pozitivnim, NSAC ima prag od 50 za sportiste. On takođe veruje da se „osećaju veoma prijatno kada su svi koji su pozitivni u Nevadi zaista pozitivni.” Dr. Alamo je nastavio da kaže: „Gospodin Dijaz je imao 175. I verujem da ste bili opijeni i ... da ste se ukočili od bola. Da li vam je to pomoglo da pobedite? Mislim da jeste.” Uprkos tome što je Dijaz bio okružen drugim sportistima i video kamere nekoliko sati pre borbe, Alamo nije dao objašnjenje zašto je verovao da je Dijaz koristio marihuanu u satima pre događaja. Sam Dijaz je odbacio tvrdnju da je marihuana droga za poboljšanje performansi, ili da je pušio pre borbe.
Dijaz je debitovao za  na Havajima 15. septembra 2007. Osvojio je tešku borbu  odlukom sudija nad svojim protivnikom  Majkom Aini. MMA Weekly je saopštio da je Nik Dijaz potpisao dvogodišnji ugovor sa EliteXC-om i da će se u svojoj sledećoj borbi, boriti protiv specijaliste KJ Nunsa za titulu u kategoriji do 72,5 kg. Kada je borba počela, njih dvojica su se ravnomerno razmenjivali na nogama sve dok Nuns nije oborio Dijaza sa pravovremenim udarcem. Dijaz je pokušao da izvede nekoliko obaranja. Jednom prilikom Nuns je brzim desnim kolenom otvorilo ranu na Dijazovom licu, što je na kraju rezultiralo gubitkom zbog prekida doktora. Razočaran Dijaz je odmah napustio arenu i na izlasku je oterao doktora sa ulaza u arenu i pomerio kamermana koji je stajao ispred njega.
Nakon što je izgubio borbu protiv Nunsa, Dijaz je imao operaciju slepoočnice. Dijaz je došao na svoju sledeću borbu na EliteXC-ovom „Povratku kralja” u Honoluluu, na Havajima protiv Muhsin Corbrei-a od 4 kilograma iznad granice težine. Dijaz je zaradio tešku pobedu nad Corbreijem, nakon glavnog događaja, svađa između Nika i njegovog brata Nejta izbila je sa KJ Nunsom i njegovim timom. Rukovodioci EliteXC-a su zamolili Dijaza da dođe u ring i da da izjavu o mogućem revanšu sa Nunsom. Nuns, rodom iz Havaja, pitao je publiku za mišljenje, što je rezultiralo odjekom zvižduka protiv Dijaza. Nakon što je Nik progovorio preko mikrofona Nunsu, rekavši: „Ne plaši se druže”, Karl Nuns, otac KJ-a, zamahnuo je na njega zbog čega je Nejt Dijaz reagovao bacivši vlašicu vode na Karla. Braću Dijaz brzo je ispratila grupa obezbeđenja. Tokom intervjua sutradan Nik je tvrdio da je Karl bio pijan i preterano reagovao. U međuvremenu, Karl je tvrdio da je njegov incident izazvan bačenom bocom. Video snimak događaja pokazao je da je Nejt bacio bocu nakon što je Karl skočio na Nika.
Nick se suočio sa dobro proputovanim veteranom Tomasom Denijem u EliteXC: Unfinished Business u Nikovom rodnom gradu Stoktonu, Kalifornija. Nakon usporenog početka borbe, Dijaz je pronašao svoju distancu i dominirao Denijem u drugoj polovini prve runde. Dijaz je nastavio da održava borbu i visok tempo, ostvarivši impresivnu nokaut pobedu nad Denijem u drugoj rundi. Pričalo se da je Dijaz hteo revanš protiv aktuelnog EliteXC lakog šampiona KJ Nunsa, koji se emituje na CBS-u 4. oktobra 2008. Međutim, Nuns i njegov kamp su odbili da prihvate meč. Mark Dion, Nunsov menadžer, izjavio je: „Što se tiče Nik Dijaza, on nije tamo prvi kandidat.” Diaz je trebao da se suoči sa Edijem Alvarezom u EliteXC do 72,5 kg 8. novembra 2008. godine pre nego što je kompanija prestala sa radom.

### i
Dijaz je pobedio u DREAM 3, pobedivši Katsuia Inoue tehničkim nokautom u prvoj rundi. Sa Strikeforce-ovom akvizicijom imovine ProElitea, izvršni direktor Skot Koker je najavio da će se Nik suočiti s MMA legendom Frenkom Šamrokom na nadoknadi 81 kg, na njihovom nadolazećem događaju, Strikeforce: Shamrock vs. Diaz u HP Paviljonu. Nik je bio uspešan u borbi, pobedivši Šamroka tehničkim nokautom u drugoj rundi. Tokom borbe, Dijaz je bio dominantan u svim oblastima koristeći efektivno pozicioniranje u oktagonu. Frenk je u intervjuu izjavio: „Teško je mrzeti tog čoveka, on je radio ono što sam želeo da uradim i rekao ono što sam želeo da kažem dugo vremena”.
Na Strikeforce: Lavler protiv Šieldsa Dijaz je upoznao teškog bivšeg veterana UFC-a Skot Smit-a na merenju. Iako je Smit prvi oborio Dijaza u prvoj rundi, Dijaz je kontrolisao većinu meča svojim superiornim boksom. Dijaz je Smita oborio dva puta u drugoj i trećoj rundi. Nakon što je u trećoj rundi oborio Smita, Smit je preuzeo poziciju "kornjača", a Dijaz je uspeo da uradi polugu gušenja i dobije meč u 1:41 finalne runde.
Najavljeno je da će se Diaz boriti protiv Džo Rigsa na Strikeforce: Carano vs Ciborg koji se održava 15. avgusta, u kojem bi bio revanš prve borbe koja se odigrala na  3, koji su se borili u kavezu, a zatim ponovo u lokalnoj bolnici kasnije uveče. Borba bi bila za  Strikeforce Welterweight Championship, ali Rigs je morao da se povuče iz borbe zbog neželjene reakcije na lek. Dijaz je tada trebalo da se suoči sa bivšim IFL valter prvakom Jaiom Hieronom za Walterweight Championship. Ova borba je od tada otkazana zbog Dijazovog propusta da dobije dozvolu nakon što nije prisustvovao testu na drogu pre borbe. Džesi Tejlor je zamenio Dijaza i titula više nije bila na liniji, Hieron je jednoglasno pobedio Tailora.
Dijaz se suočio sa novajlijom Strikeforce-a i tadašnjim DREAM prvakom u velteru Mariusu Žaromskisu u velter težini 30. januara 2010. u Strikeforce: Miami. Žaromskis je agresivno izašao i obojica su izmenili dosta udaraca na nogama sve dok Dijaz nije vezao protivnika u klinč i povredio Žaromskisa mnogobrojnim udarcima u desnu nogu. Dijaz je zatim oborio protivnika i izveo giljotinu ali se ovaj izvukao iz iste. Dok je Dijaz koristio svoje bokserske veštine, sve dok ga Žaromski nije udario levim krošeom i oborio ga na zemlju. Žaromskis je zadao nekoliko efektivnih udaraca, dok je Dijaz bio u „kornjača” poziciji na podu, dopuštajući mu da se oporavi i ustane. U preostalih nekoliko minuta, Dijaz je otvorio svoj bokserski domet, i zadao par dobrih kombinacija protivniku, prisilivši ga da stane na stranu kaveza gde je zadao čvrsti aperkat koji je spustio svog protivnika na pod u 4:38 prve runde. Dijaz je tada bio krunisan kao  Strikeforce Welterweight  prvak.
Dijaz je pobedio bivšeg veterana PRIDE-a Haiata Sakurai-a podmetanjem armbara u ne-naslovnoj borbi DREAM-a 14. Diaz je pobedio KJ Nunsa u revanšu njihove borbe za Strikeforce Walterweight. Dijaz je pobedio jednoglasnom odlukom (48–47, 49–47, i 49–46). Nik je pobedio Brazilca Evangelistu Santosa koji je imao rekord od 18-13 MMA u borbi 29. januara 2011. u , preko armbara u drugoj rundi. Diaz je pobedio engleskog borca Paula Daleia u  preko TKO (udarci) u 4:57 prve runde, i postao je prvi Strikeforce borac koji je uspešno odbranio Strikeforce Walterweight prvaka tri puta zaredom.

### Profesionalni rekord u Mešovitim borilačkim veštinama
| Pobede   | 26 |
| Porazi   | 9  |
| Nerešeno | 2  |

## Profesionalni rekord u boksu
| Pobede   | 1 |
| Porazi   | 0 |
| Nerešeno | 0 |